# Trèfle noircissant
Trifolium nigrescens
Espèce
Classification phylogénétique
Le trèfle noircissant (Trifolium nigrescens Viv.) est une espèce de plantes à fleurs de la famille des Fabacées. C'est une plante herbacée annuelle trouvée en France.

## Description
Cette plante annuelle atteint 10-30 cm de haut et est dotée d’une tige glabre, généralement couchée, non radicante.
Les feuilles sont formées de trois folioles obovales à obcordées (en cœur renversé), obtuses à émarginées, denticulées dans la partie supérieure.

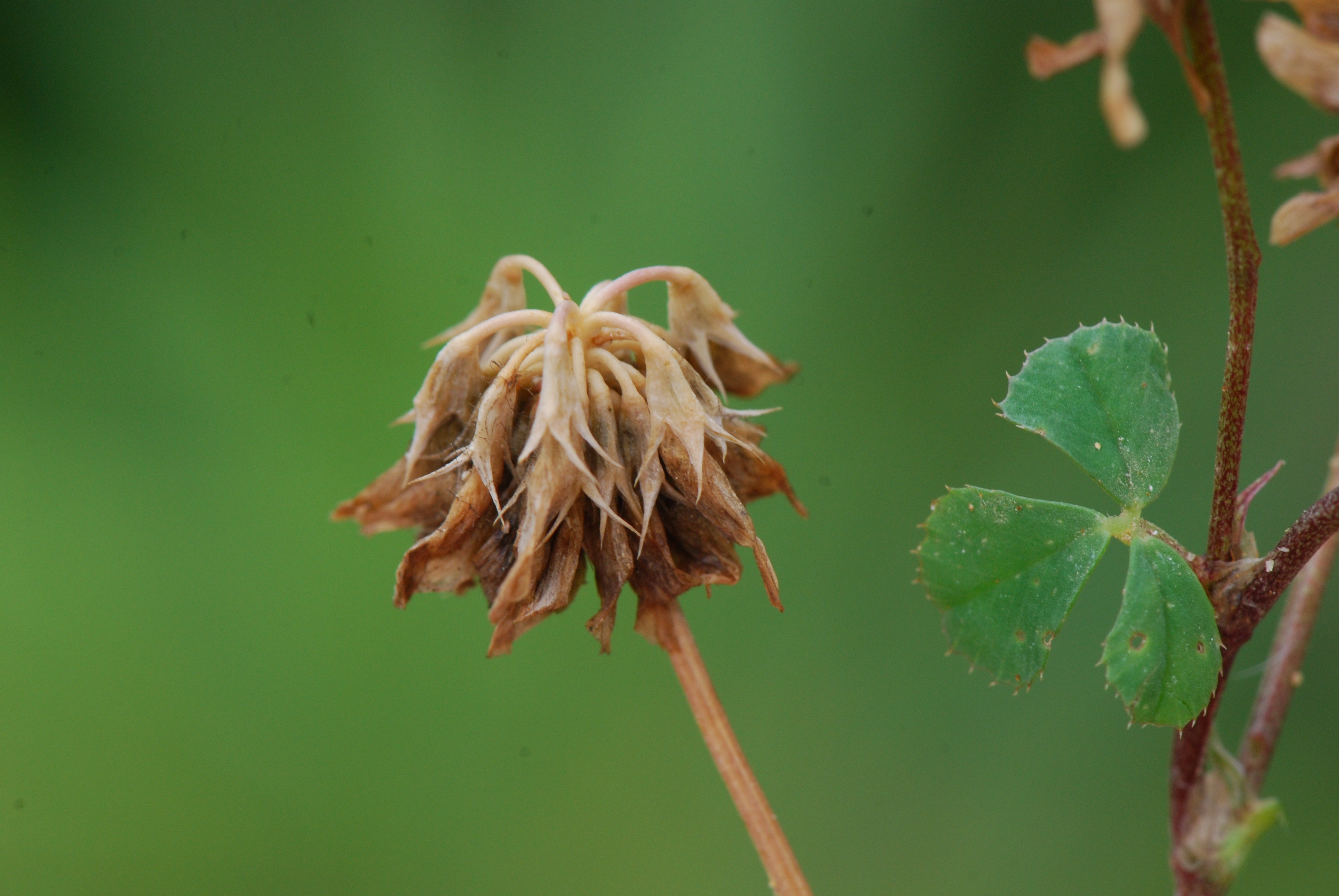
Inflorescence à la fructification.

Les inflorescences sont des petites têtes hémisphériques formées de fleurs blanches, odorantes, de 7-10 mm de long, pédicellées, fléchissant à la fructification de manière caractéristique. Le calice est formé d’un tube glabre et à dents inégales (les deux dents supérieures dépassant à peine le tube). La corolle est blanche ou rosée, une à deux fois plus longue que le calice.
 La floraison se fait d’avril à juin. La pollinisation est entomogame.
Le fruit est une gousse saillante, bosselée, à 3-5 graines.

## Aire de répartition
On le trouve en Provence, dans le Languedoc, le Roussillon, la Lozère et l’Aveyron et en Corse.
Il se plaît dans les pelouses, cultures et friches.

## Utilisations
Dans certaines régions du monde, il est utilisé comme plante fourragère et pour l’amélioration des sols.